# غريس إلدرينغ
غريس إلدرينغ (بالإنجليزية: Grace Eldering)‏ (5 سبتمبر 1900 – 31 أغسطس 1988) هي عالمة أمريكية كانت تختص بالصحة العامة، وهي تُعرف بدورها في تطوير لقاح السعال الديكي بالتعاون مع لوني غوردن وبيرل كيندريك.
السيرة الذاتية

## فترة الطفولة والتعليم
وُلدت غريس عام 1900 في رانشر، مونتانا. وقد هاجر والداها إلى الولايات المتحدة قبل أن تولد، فقد أتت والدتها من سكتلندا، ووالدها من هولندا. وأصيبت غريس بداء السعال الديكي ونجت منه بعمر الخامسة، وهو الحدث الذي شجعها على الانخراط في العلوم في فترة البلوغ. وبعد تخرجها في المدرسة الثانوية التحقت بجامعة مونتانا وظلت تدرس لأربعة فصول دراسية قبل أن تضطرها الضائقة المالية إلى الانقطاع عن الدراسة. ثم ظلت تدرّس لأربع سنوات حتى تمكنت من جمع مبلغ كافي للعودة إلى الجامعة وإتمام الدراسة، ونالت درجة البكالريوس في العلوم. ومن ثم شرعت في تدريس اللغة الإنجليزية وعلم الأحياء في مدرسة هيشام الثانوية. وفي فترة لاحقة من حياتها استكملت دراستها وحصلت على درجة الدكتوراه في عام 1942 من جامعة جون هوبكينز.

## حياتها المهنية
في عام 1928 انتقلت غريس إلى لانسنغ، ميشيغان حتى تتطوع للعمل في مكتب ميشيغان للمختبرات. وفي خلال ستة أشهر وُظفت للعمل على إجراء تحاليل بكتيرية روتينية. وفي النهاية انتقلت لتعمل في مؤسسة ميشيغان للمختبرات الصحية في غراند رابيدز، ميشيغان حيث انضمت إلى بيرل كيندريك ولوني غوردن للعمل على زراعة عينات من بكتيريا السعال الديكي في عام 1932. وعقب تطوير لقاح السعال الديكي لأول مرة شرعوا في تنفيذ «أول اختبار سريري محكم للقاح السعال الديكي على نطاق واسع». وقد تحقق لهم ذلك عن طريق التعاون مع شبكة ضخمة من خبراء الطب والمنظمات الصحية المجاورة على جمع عدد هائل من عينات بكتيريا السعال الديكي من أكبر عدد ممكن من المرضى. وفي 1 نوفمبر 1932 شرعت كلًا من كيندريك وإلدرينغ في تدشين خدمة تشخيص المرض عن طريق تحليل عينات السعال، حيث طُلب من الأشخاص الذين يشكون في إصابتهم بالمرض أن يجمعوا عينات من سعالهم على لوحة زجاجية وأن يرسلوها إليهم للتأكيد. وقد سمحت لهم تلك التجربة أيضًا بتحديد الوقت اللازم لانتقال العدوى من المصاب ومتى يكون احتمال انتقال المرض من الأفراد المصابين لمن حولهم عاليًا. وبالإضافة إلى ذلك دشنوا خطة لعزل المصابين بالعدوى في مدينة غراند رابيدز لمنع انتشار الأوبئة، وتضمنت الخطة عزل المرضى لمدة 35 يومًا. وفي خلال ثلاث سنوات صارت تلك الأساليب هي الاجراءات الروتينية الرسمية المتبعة على نطاق الدولة والولاية. وبينما كانت كيندريك وإلدرينغ بصدد تطوير تلك الأساليب فقد واجهتهما عدة صعوبات بالغة في إيجاد ممول مناسب. فقد شرعوا في أبحاثهم في ظل فترة الكساد العظيم، مما شق عليهم إيجاد مصادر تمويل كافية. وفي النهاية تمكنوا من تمويل أبحاثهم بمساعدة إعانات برامج الطوارئ الفيدرالية، وحكومة المدينة، وجهات مانحة خاصة. ونُفذت تلك التجربة بعد انتهاء فترات العمل نظرًا لأن وزارة الصحة كانت تعاني من نقص العاملين وبالتالي لم يتسنى لهم إنفاق ساعات عملهم على الدراسات. وبالإضافة لذلك تطوع عدد من الأطباء المستقلين والممرضين بوقتهم للمساعدة في تحضير اللقاح وإعطاءه للمرضى.
ورغم أن تلك الطرق ساعدتهم في تحضير لقاحات خاصة بالأفراد المصابين، إلا أنهم لم يخططوا إلى تطوير لقاح شامل يناسب جميع المرضى حتى عام 1933. وبفضل شبكة الاتصالات بالأطباء وموظفي المدينة ونُظّار المدارس فقد تمكنوا من تعقيم جميع الأطفال وسكان المدينة الآخرين على وجه السرعة. وظل هذا الاختبار تحت قيد التنفيذ لثلاث سنوات (من مارس 1934 وحتى نوفمبر 1937)، واشترك فيه 5.815 طفلًا. وكانت اجراءات هذا الاختبار وتصميمه جزءًا من مشروع تحت قيد التنفيذ نظرًا لانعدام الخبرة لدى كلٍ من كيندريك وإلدرينغ. وفي أكتوبر 1935 عرض الثنائي النتائج الأولية لاختبارهم في الاجتماع السنوي لرابطة الصحة العامة في الولايات المتحدة. ولكن قوبل اللقاح بالرفض من قبل العديد من الشخصيات القيادية في الاجتماع لأنه لم يتم تجربته بشكل كافٍ. وفي النهاية استعان الثنائي بويد هامبتون فروست كخبير استشاري في اختباراتهم. وكان فروست أستاذًا في علم الأوبئة في جامعة جون هوبكينز وزار مدينة غراند رابيدز مرتين: مرة في نوفمبر 1936، ومرة أخرى في ديسمبر 1937 بهدف تعيين نقاط الضعف في الاختبار، ومساعدتهم في تشكيل خطة لتحليل نتائج اللقاح. واستمروا في تحسين طرق التعقيم حتى انتهاء عام 1938 حينما توصلوا إلى ثلاثة نظم تعقيم تتضمن عددًا أقل من البكتيريا المعطلة، ولكنها أثبتت كفائتها في وقاية جميع الأفراد من المرض. وبدأ تصنيع هذا اللقاح على مستوى تجاري لأول مرة في ميشيغان في عام 1938، وعلى نطاق الدولة بحلول 1940.
وفي عام 1951 انتقل منصب رئاسة مختبرات ميشيغان الغربية التابعة لوزارة الصحة من كيندريك إلى إلدرينغ، وظلت تعمل هناك حتى تقاعدها عام 1969. ومنذ ذلك الحين مكثت إلدرينغ في غراند رابيدز وظلت تتطوع بجهودها لمساعدة العميان وذوي الإعاقة حتى وفاتها عام 1988.

## الأوسمة
وفي عام 1983 أُضيفت إلدرينغ إلى ردهة المشاهير الخاصة بنساء ميشيغان تقديرًا لأعمالها المتعلقة بالصحة العامة.